# NBA Street (серія відеоігор)
NBA Street — серія баскетбольних відеоігор від компанії EA Sports BIG.

## Основні відеоігри

### NBA Street
Першою відеогрою в серії стала NBA Street, яка була випущена 2001 року для гральної консолі PlayStation 2. Відеогра розроблювалася спільно компаніями NuFX та EA Canada. NBA Street отримала дуже схвальні відгуки від оглядачів різноманітних видань, середня оцінка відеогри за даними вебсайту-агрегатора Metacritic склала 89 балів зі 100 можливих. На серпень 2006-го кількість проданих копій для PlayStation 2 у Сполучених Штатах Америки сягнула понад 1,7 мільйона, що принесло прибутків у близько 57 мільйонів доларів.

### NBA Street Vol. 2
NBA Street Vol. 2 є відеоігрою про баскетбол, опубліковані EA Sports Big і розроблена EA Canada. Це продовження до NBA Street і друга гра в NBA Street серії. Він був випущений 28 квітня 2003 роки для PlayStation 2, GameCube і вперше в серії на Xbox. Японія була готова побачити випуск цієї гри на PlayStation 2. Версія GameCube також планується випустити в цьому регіоні, але він був скасований з невідомих причин.

### NBA Street V3
NBA Street V3 є третьою грою в серії NBA Street. Це продовження NBA Street Vol. 2. Він був випущений для PlayStation 2, GameCube і Xbox, а також портативний порт PlayStation Portable з V3 під назвою NBA Street Showdown.
Сприятливими репери в Золоте століття хіп-хоп, в Beastie Boys, відображаються у вигляді ігрових персонажів.
Версія GameCube містить Маріо, Луїджі і принцеси Піч, як ігрових персонажів. Це було частиною угоди Nintendo з EA Sports, щоб мати інтелектуальні властивості Nintendo з'являються в франшиз Electronic Arts.

### NBA Street Showdown
NBA Street Showdown є баскетбольна гра для портативної консолі PlayStation Portable Він був випущений в 2005 році, це четверта гра в серії NBA Street і перша випущена для портативної приставки. Це показує геймплей елементи NBA Street Vol. 2, але презентація NBA Street V3. Гра в першу чергу особливості міні ігри, що блокують постріл і аркадні перестрілці, а також швидкого режимів гри. Ви можете грати голова до голови в усіх з них через спеціальний режим. Для того, щоб розблокувати ви маєте грати Король судів, де ваша мета бити місцеву команду Стріт в іграх, а потім побити їх у виклик. Деякі з цих проблем грають команди в застрелив блокатор, або грати в них в грі без будь-яких трюк очок. Ви можете грати з усіма поточними командами NBA і попередніх команд, складених з легендарних гравців.

### NBA Street Homecourt
NBA Street Homecourt пята гра в серії NBA Street. Він був випущений для Xbox 360 19 лютого 2007 року, а для PlayStation 3 по 6 березня 2007 року.
Кармело Ентоні, на фото під час його перебування на посаді з Денвер Наггетс, розміщені на обкладинці.
Демо гри був випущений на 2 лютого 2007 року на Xbox Live Marketplace. NBA Street Homecourt була перша гра, на Xbox 360, щоб бути спочатку намальовані з роздільною здатністю 1080p. У грі представлені баскетбольні майданчики, які засновані на реальних NBA, що суперзірки виросли на і відточені свої таланти.